# Маяк Хартланд-Пойнт
Маяк Хартланд-Пойнт (англ. Hartland Point Lighthouse) — маяк, расположенный на мысе Хартланд-Пойнт (Hartland Point) в графстве Девон, Великобритания.
Trinity House, содержит данный маяк на оконечности полуострова. Построен в 1874 году под руководством сэра Джеймса Дугласа. Высота башни составляет 18 метров, с лампой - 37 метров над уровнем моря. Свет виден до 40 километров от берега. Он защищен 30 метровой стеной в море, которая была построена в 1925 году для предотвращения эрозии горных пород, на которых стоит маяк.
Он был благословлён епископом Эксетера, который позже стал архиепископом Кентерберийским, свет на маяке был зажжён впервые 1 июля 1874 года. Башня была автоматизирована в 1984 году и управляется из оперативного центра Trinity House.